# Thomson SA
Thomson SA este o companie franceză care produce diferite aparate electronice și este implicată în media.